# ヒドロキシアミノ吉草酸
ヒドロキシアミノ吉草酸(Hydroxyaminovaleric acid, HAVA)は、化学式HOCH2(CH2)3CH(NH2)CO2Hの有機化合物である。白色の固体で、滅多に表れないアミノ酸である。グルタミン酸-5-セミアルデヒド残基を還元してからタンパク質分解することによって生成する。